# Barbara Randolph
Barbara Randolph (Detroit, Verenigde Staten, 5 mei 1942 - Zuid-Afrika, 15 juli 2002), ook bekend als Barbara Ann Sanders, was een Amerikaans actrice en zangeres. Ze was de geadopteerde dochter van de actrice Lillian Randolph (1898-1980).

## Carrière
Als elfjarige speelde ze in Bright Road met Harry Belafonte. Later had ze rollen in de speelfilms Guess Who's Coming to Dinner uit 1967 en Cactus Flower uit 1969.
Meer bekendheid verwierf ze als zangeres. In 1957-58 zongen zij en haar moeder in de rhythm-and-blues-groep Steve Gibson & The Red Caps. Ze veranderde toen haar achternaam van Sanders (naar haar stiefvader) in Randolph (naar haar moeder). Ze maakte in 1964-65 deel uit van The Platters als opvolgster van Zola Taylor.
Voor het Motown-label scoorde ze enkele kleine hits met platen als I Got a Feeling / You Got Me Hurtin' All Over en Mister Wonderful. Ze toerde eind 1967 rond met Marvin Gaye, nadat diens zangpartner Tammi Terrell op het podium was ingestort. De legende gaat dat ze enkele maanden eerder een voorname kandidaat was om Florence Ballard op te volgen bij The Supremes, maar dat leadzangeres Diana Ross weigerde daarmee in te stemmen, jaloers als ze was op het uiterlijk van Barbara Randolph. Cindy Birdsong kreeg de baan. Randolph nam in 1968 deel aan de "Motown Sound"-tournee met de Four Tops, Gladys Knight & the Pips en Hugh Masekela. Toen Diana Ross in 1969 aan een solocarrière begon kwam Barbara Randolph opnieuw in beeld om lid van The Supremes te worden, maar Motown-eigenaar Berry Gordy gaf de voorkeur aan Syreeta Wright. Uiteindelijk werd geen van tweeën gekozen, want het was Jean Terrell die in The Supremes werd opgenomen.

## Latere jaren
Na een tournee in 1970 voor de Amerikaanse troepen in Vietnam trok Barbara Randolph zich terug uit het zangersvak en stichtte haar eigen productiemaatschappij, samen met haar man Eddie Singleton, een voormalige Motown-producer. Na een huwelijk van tientallen jaren liet ze hem plotseling in de steek, zeggend dat ze genoeg van hem had, en verhuisde naar Zuid-Afrika. Pas na haar dood door kanker in 2002, op 60-jarige leeftijd, kwam hij erachter waarom ze vertrokken was. Ze wilde hem besparen dat hij haar achteruitgang en dood zou moeten meemaken. Haar platen hebben inmiddels een zekere cultstatus gekregen.
- International Standard Name Identifier: 0000 0000 4413 9726
- Library of Congress Control Number: no2006009772
- MusicBrainz: 7377961b-9c21-4a71-ae2c-d5a5a4e1067d
- Virtual International Authority File: 51435014
- WorldCat: E39PBJmdpdk8PGtX64GT8RWv73